# Katherine Mortimer

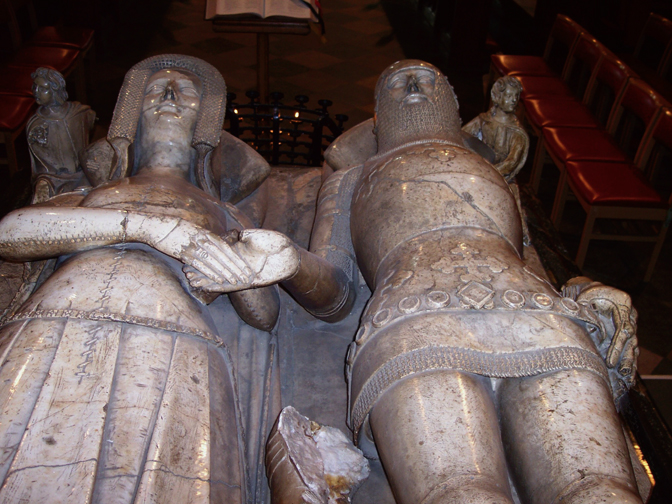
Grabdenkmal von Katherine Mortimer und ihrem Mann Thomas de Beauchamp in der Kirche Mary’s in Warwick

Lady Katherine Mortimer (verheiratet Katherine Beauchamp, Countess of Warwick, * zwischen 1315 und 1321; † nach 4. August 1369) war eine englische Adlige.
Katherine Mortimer entstammte der anglonormannischen Familie Mortimer. Sie war eine jüngere Tochter von Roger Mortimer, 1. Earl of March und von dessen Frau Joan de Geneville.
Am 20. Juli 1318 gewährte König Eduard II.  ihrem Vater die Vormundschaft über den minderjährigen Thomas de Beauchamp, 11. Earl of Warwick und das Recht ihn zu verheiraten. Offenbar verlobte Mortimer sein Mündel mit seiner Tochter Katherine, was er vielleicht bereits mit dem 1315 verstorbenen Guy de Beauchamp, 10. Earl of Warwick, dem Vater von Thomas vereinbart hatte. Weil Katherine vermutlich noch ein Kind war, wurde sie 1322 nicht verhaftet, als sich ihr Vater nach einer gescheiterten Rebellion gegen den König ergeben musste. Nachdem ihr Vater im September 1326 doch den König stürzen konnte, wurde er der eigentliche Regent für den minderjährigen neuen König Eduard III. Katherine konnte nun ihren Verlobten heiraten, womit sie zur Countess of Warwick wurde. Die Feier fand als Doppelhochzeit zusammen mit der Hochzeit ihrer Schwester Joan im Sommer 1329 in Hereford statt. Möglicherweise wurde die Hochzeit von den mittelalterlichen Chronisten mit der Doppelhochzeit ihrer beiden Schwestern Beatrice und Agnes verwechselt, die ein Jahr zuvor ebenfalls in Hereford stattgefunden hatte. Demnach könnten die Heiraten von Katherine und Joan am 31. Mai 1328 stattgefunden haben.
Katherine hatte mit ihrem Mann, der während der Herrschaft von Eduard III. zu den angesehensten englischen Magnaten gehörte, fünf Söhne und mindestens sechs Töchter:
- Guy de Beauchamp († 28. April 1360)
- Thomas de Beauchamp, 12. Earl of Warwick (* 1337/9–1401)
- Reinbrun de Beauchamp († 1361)
- William Beauchamp, 1. Baron Bergavenny (um 1343–1411)
- Roger de Beauchamp († 1361)
- Lady Maud de Beauchamp († 1403), ⚭ Roger de Clifford, 5. Baron de Clifford
- Lady Philippa de Beauchamp (vor 1344–1386), ⚭ Hugh de Stafford, 2. Earl of Stafford
- Lady Alice de Beauchamp († 1383), ⚭ (1) John Beauchamp of Hatch; ⚭ (2) Sir Matthew Gournay
- Lady Joan de Beauchamp, ⚭ Ralph Basset, 3. Baron Basset of Drayton († 1390)
- Lady Isabell de Beauchamp († 1416), ⚭ (1) John le Strange, 5. Baron Strange; ⚭ (2) William Ufford, 2. Earl of Suffolk
- Lady Margaret de Beauchamp, ⚭ Guy de Montfort

Sie starb vor ihrem Mann, kurz nachdem sie am 4. August 1369 ihr Testament aufgesetzt hatte. Sie wurde in der St Mary’s Church in Warwick beigesetzt, wo sich ihre aus Alabaster gefertigte Grabfigur noch befindet.